# SkyHawks d'Ottawa
Les SkyHawks d'Ottawa (Ottawa SkyHawks) étaient une franchise de basket-ball située à Ottawa, Ontario et faisant partie de la Ligue nationale de basketball du Canada. Ils disputaient leurs rencontres à domicile au Centre Canadian Tire.

## Histoire
Le 13 novembre 2012, la Ligue nationale de basketball du Canada annonce qu'Ottawa sera l'une des nouvelles équipes pour la saison 2013-2014. Le nom de l'équipe SkyHawks est annoncé le 4 avril 2013.